# 荒城啓介
荒城 啓介（あらき けいすけ、1974年10月12日 - ）は、北海道苫小牧市出身のアイスホッケー選手・監督である。ポジションはフォワード。ライトハンド。O型。170cm、77kg。

## 来歴
苫小牧市立和光中学校、駒澤大学附属苫小牧高校から明治大学に進学した後、大学4年次にはインカレで決勝に進出したが、延長の末にペナルティショットをポストに当てて失敗し、チームは準優勝に終わった。1997年には古河電工アイスホッケー部に加入し、2シーズン目の第33回日本アイスホッケーリーグ（1998/99シーズン）で初ゴールをあげた。2001/02シーズンにはレギュラーとなったが、左膝靭帯を損傷したため、5試合の出場に終わった。
古河電工アイスホッケー部がHC日光アイスバックス(現：H.C.栃木日光アイスバックス)としてクラブ化された後、チームの牽引役として活躍を見せた。
2003年、選手兼任で運営会社社長に就任。2004年引退。
2005年退社。ゼビオに入社し、福島県代表を率いて全日本選手権に出場。
2008年、東北フリーブレイズを発足。社長・ゼネラルマネージャー・監督・選手を兼任する。
2011年、チャイナドラゴンの監督に就任する。
2012年、中国代表監督を兼任する。

## その他
- 2004年3月4日放送のクイズ番組『クイズ$ミリオネア』（フジテレビ系）に出場。